# Eloyella thivii
Eloyella thivii är en orkidéart som beskrevs av Karlheinz Senghas. Eloyella thivii ingår i släktet Eloyella och familjen orkidéer.
Artens utbredningsområde är Bolivia. Inga underarter finns listade i Catalogue of Life.